# Eisaku Sato
Eisaku Satō  (Japonščina: 佐藤 榮作 Satō Eisaku), japonski politik, nobelovec,  * 27. marec 1901, † 3. junij 1975, Tokio, Japonska. 

## Začetek politične kariere
Satō je bil rojen v Tabuse v prefekturi Jamaguči. Med študijem se je lotil teme nemškega prava v cesarski univerzi v Tokiu. Leta 1923 je opravil izpit za višjega državnega uradnika ob diplomi, ki jo je opravil leto kasneje in nastopil delo v državni upravi cesarstva v ministrstvu za železnice. Ob postopnem napredovanju in dokazovanju postane direktor urada za železniške povezave Osaka med leti 1944-1946, nakar postane podminister za železnice v obdobju 1947-1948.
Satō je bil izvoljen v spodnji dom dieta (japonsko parlament) za japonskega poslanca leta 1949 kot član liberalne stranke. 
Kot minister za poštne storitve in telekomunikacije od julija 1951 do julija 1952 se Sato postopoma dvigne kot politik in kmalu postane vodja kabineta sekretarja kasnejšega predsednika vlade Šigeru Jošide od januarja 1953 do julija 1954. Kasneje je bil tudi minister za gradbeništvo (od oktobra 1952 do februarja 1953).
Ko se je Liberalna stranka združila s Japonsko demokratsko
stranko v novoimenovano Liberalno demokratsko stranko je bil Satō predsednik izvršnega sveta stranke od decembra 1957 do junija 1958. Satō je postal minister za finance v vladnem kabinetu svojega brata Nobusuka Kishija in kasneje za Hayato Ikedo.
Od julija 1961 do leta 1964 je bil vladni minister za razvoj in tehnologijo, obenem pa je bil obenem zadolžen za izvedbo organizacijo poletnih olimpijskih igrah 1964 v Tokiu.

## Predsednik vlade
Satō nasledi Ikedo, ko ta odstopi zaradi zdravstvenih težav. Velja za odločnega voditelja, ki je vladal v obdobju izrazitega gospodarskega razvoja. V uspešnih treh mandatih vladanja Japonski velja za pomembnega in vplivnega voditelja. Največ odpora je doživel predvsem zaradi japonske zunanje politike, ki tedaj uspeva predvsem določati kompromise med interesi Kitajske in Združenih držav Amerike. Protesti študentov in drugih državljanov naraščajo, Sato za potrebe sankcij zapre tokijsko univerzo za leto dni leta 1969.

### Okinawa po okupaciji
Po koncu druge svetovne vojne je otok Okinawa bila zasedena s strani ZDA. Avgusta 1965 je Satō postal prvi povojni predsednik vlade Japonske, ki obišče Okinawo.

### Odnosi z jugovzhodno Azijo
Med vlado je Satō z Japonsko sodeloval pri oblikovanju Azijske razvojne banke leta 1966. Na ministrski ravni je potekala mednarodna konferenca o jugovzhodni Aziji za gospodarski razvoj. To je bila prva mednarodna konferenca, ki je potekala pod pokroviteljstvom japonske vlade v povojnem obdobju. Leta 1967 je bil tudi prvi japonski predsednik vlade na obisk v Singapurju. Bil je tudi podpornik južnovietnamske vlade med Vietnamsko vojno. 

## Kasnejše življenje
Satō je delil Nobelovo nagrado za mir s Seánom MacBrideom leta 1974. Bil je nagrajen za zastopanje Japoncev za mir in podpis  Pogodbe o neširjenju jedrskega orožja v letu 1970.
Bil je prvi Azijec, ki je sprejel njemu podeljeno Nobelovo nagrado za mir. (Leta 1973 je vietnamski politik Le Duc Tho postal prvi Azijec, ki so mu nagrado podelili, a jo je Tho zavrnil.)

## Smrt
19. maja 1975 je Satō v restavraciji doživel težek infarkt in padel v komo. Umrl je ob 12:55, 3. junija v Džikej Univerzitetnem bolnišničnem centru ob starosti 74 let. Po javnem pogrebu so njegov pepel pokopali v družinskem pokopališču.
Satō je bil posmrtno počaščen z Ovratnikom Reda krizanteme, kar je najvišje državno odličje na Japonskem.

## Časti
Sato je prejel naslednje nagrade:
- Viteški Veliki križ reda Isabele Katoliške (1965)
- Grand Kordonskega Reda Chrysanthemum (3, november 1972)
- Nobelova nagrado za mir (12. maj 1974)[4]
- Ovratnik Reda Chrysanthemum (3. junij 1975)